# Rovtänder

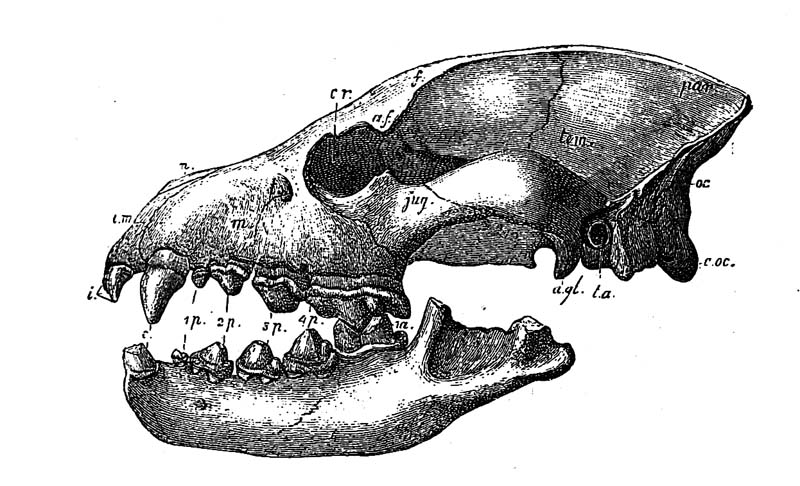
Skalle av den utdöda hyenan Adcrocuta eximia med rovtänder - övre 4p och undre 1m

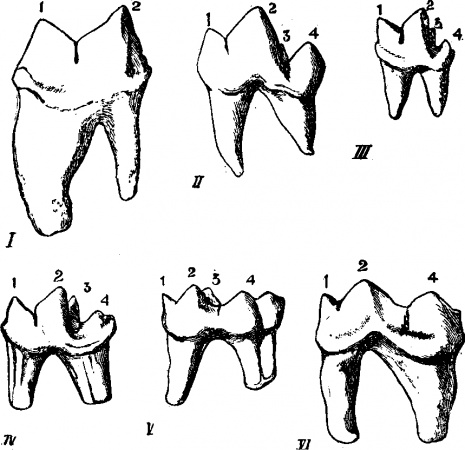
Den vänstra underkäkens rovtänder hos (rötterna pekar neråt):
I Katt (Felis)
II Hund (Canis)
III Mungo/mangust (Herpestes sp.)
IV Utter (Lutra)
V Grävling (Meles)
VI Björn (Ursus)

Rovtänderna (stundom "rovdjurständerna") betecknar ombildade kindtänder (fjärde premolaren i överkäken och första molaren i underkäken) som vanligen förekommer hos de flesta rovdjur (ordningen Carnivora, saknas hos sälar). De är längre och vassare än övriga kindtänder och fungerar som en "sax". De övriga kindtänderna är vanligen tillbakabildade, eller saknas helt, hos rovdjur.

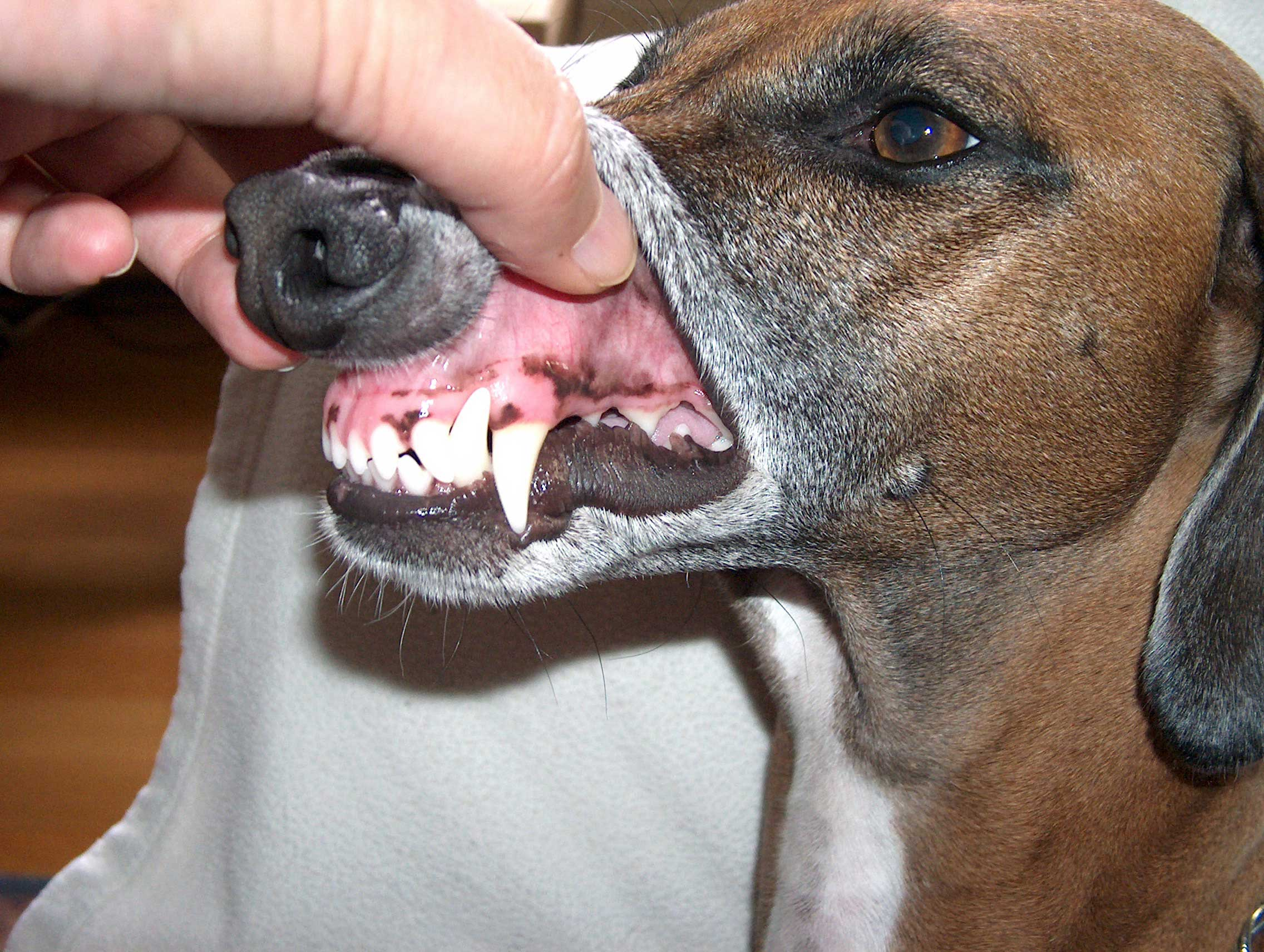
De långa hörntänderna skall inte förväxlas med rovtänderna.
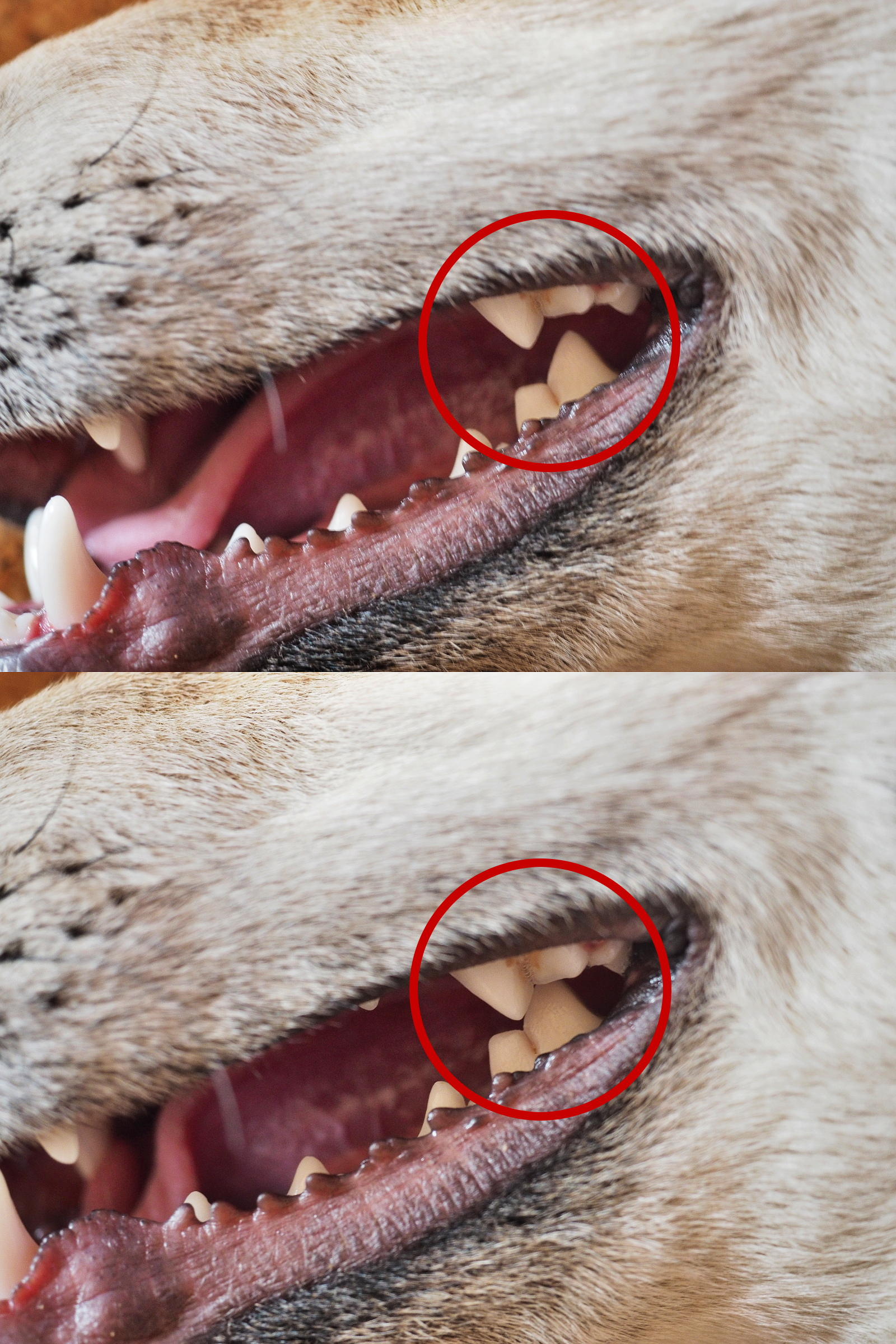
Rovtänderna hos en hund (inringade).